# Death Valley: The Revenge of Bloody Bill
Death Valley: The Revenge Of Bloody Bill is een Amerikaanse film uit 2004 van The Asylum met Chelsea Jean.

## Verhaal
Een groep studenten komt terecht in een verlaten dorpje dat de laatste rustplaats is van Bloody Bill Anderson. De ongelukkige slachtoffers moeten samenwerken om aan zijn vloek te ontkomen.

## Rolverdeling
| Acteur          | Personage |
| --------------- | --------- |
| Chelsea Jean    | Gwen      |
| Gregory Bastien | Earl      |
| Denise Boutte   | Mandy     |
| Scott Carson    | Avery     |
| Matt Marraccini | Jerry     |